# Julie Walters
Dame Julia Mary (Julie) Walters (Birmingham, 22 februari 1950) is een Brits actrice en schrijfster.

## Carrière
Ze is onder meer bekend door haar rol van Molly Wemel in de Harry Potter-films. Daarnaast speelde ze onder meer in Educating Rita (1983), Billy Elliot (2000) en Mamma Mia! (2008). In de film Mamma Mia! speelt zij Rosie, een van de twee beste vriendinnen van Donna.
Walters won diverse prijzen. Ze werd genomineerd voor een Oscar en won een BAFTA en een Golden Globe.

## Filmografie
- Boys from the Blackstuff (1982), miniserie
- Wood and Walters
- Educating Rita (1983)
- She'll Be Wearing Pink Pyjamas (1984)
- Victoria Wood As Seen on TV (1985), televisieserie
- Car Trouble (1985)
- Talking Heads (1987), miniserie
- Personal Services (1987)
- Prick Up Your Ears (1987)
- Buster (1988)
- Killing Dad (1989)
- G.B.H. (1991), televisieserie
- Sister My Sister (1994)
- Pat and Margaret (1994)
- Jake's Progress (1995), televisieserie
- Intimate Relations (1996)
- Dinnerladies (1998), televisieserie
- Titanic Town (1998)
- Oliver Twist (1999), miniserie
- Billy Elliot (2000)
- Harry Potter and the Philosopher's Stone (2001)
- Harry Potter and the Chamber of Secrets (2002)
- Calendar Girls (2003)
- Harry Potter and the Prisoner of Azkaban (2004)
- Wah-Wah (2005)
- Driving Lessons (2006)
- Dawn French's Girls Who Do Comedy (2006)
- The Ruby in the Smoke (2006)
- Harry Potter and the Order of the Phoenix (2007)
- Becoming Jane (2007)
- Mamma Mia! (2008)
- Harry Potter and the Half-Blood Prince (2009)
- Harry Potter and the Deathly Hallows part I (2010)
- Harry Potter and the Deathly Hallows part II (2011)
- Brave (2012)
- The Harry Hill Movie (2013)
- One Chance (2013)
- Paddington (2014)
- Paddington 2 (2017)
- Film Stars Don't Die in Liverpool (2017)
- Mamma Mia! Here We Go Again (2018)
- Mary Poppins Returns (2018)
- The Secret Garden (2020)
- Paddington in Peru (2024)

## Prijzen
- 1983: Academy Award (genomineerd)
- 1983: Golden Globes (beste actrice in een musical of komedie)
- 1983: BAFTA (beste actrice)
- 2001: Laurence Olivier Award
- 2001: Academy Award (genomineerd)
- 2001: Golden Globe (genomineerd)
- 2001: BAFTA (beste actrice)
- 2001: Screen Actors Guild Award (genomineerd)

## Andere erkenningen
- 1999: Officier in de Orde van het Britse Rijk (OBE)
- 2008: Commandeur in de Orde van het Britse Rijk (CBE)